# Igor Cassina
Igor Cassina född den 18 augusti 1977 i Seregno, Italien, är en italiensk gymnast.
Han tog OS-guld i räck i samband med de olympiska gymnastiktävlingarna 2004 i Aten.